# Відеограма
Відеогра́ма — відеозапис на відповідному матеріальному носії (магнітній стрічці, магнітному диску, компакт-диску тощо) виконання або будь-яких рухомих зображень (із звуковим супроводом чи без нього), крім зображень у вигляді запису, що входить до аудіовізуального твору. Відеограма є вихідним матеріалом для виготовлення її копій.

## Джерело
- http://www.uacrr.kiev.ua/ukr/u_zakon/zakon/3792-12_p.htm [Архівовано 22 серпня 2016 у Wayback Machine.]